# Rhinoncus albicinctus
Rhinoncus albicinctus är en skalbaggsart som beskrevs av Leonard Gyllenhaal 1837. Rhinoncus albicinctus ingår i släktet Rhinoncus, och familjen vivlar. Arten har ej påträffats i Sverige.